# جيف غرين
جيف غرين (بالإنجليزية: Jeff Green)‏ هو سائق سيارة سباق أمريكي، ولد في 6 سبتمبر 1962 في أوينسبورو في الولايات المتحدة.

## وصلات خارجية
- جيف غرين على موقع Racing-Reference.info (الإنجليزية)